# 京师大学堂建筑遗存
京师大学堂建筑遗存是北京大學舊址，又稱為北京大學二院，原為乾隆皇帝四女和嘉公主府第。
現存建築有原屬于和嘉公主府的正殿、公主院等清朝式建築和中華民國時期建成的數學系樓及學生宿舍“西齋”十四排中式平房。

## 數學系館
北大數學系樓建於1904年，磚木結構、高兩層，建築面積1430平方公尺，位於东城区沙灘後街55号。

## 西齋

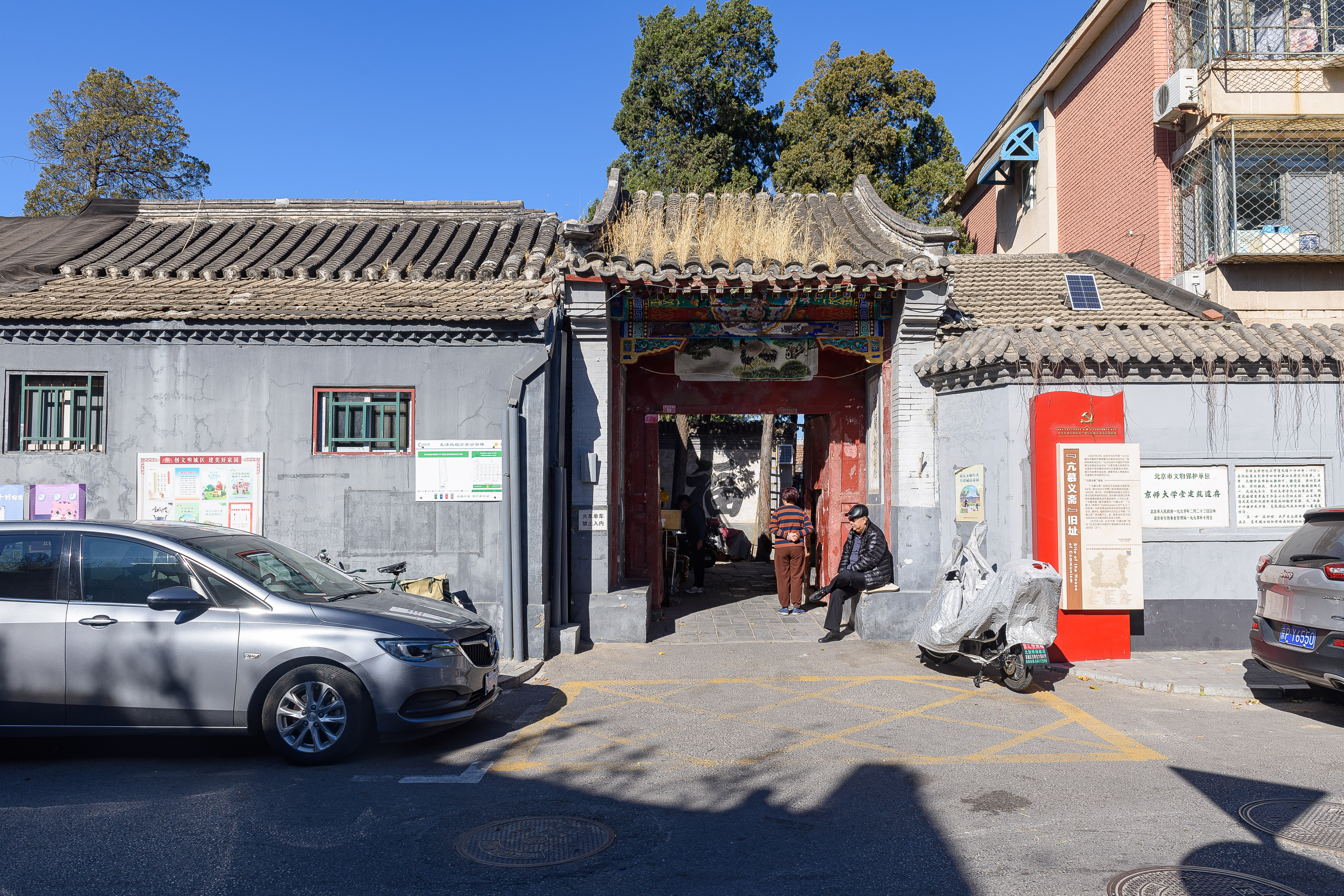
北京大學西齋入口

西斋是北大第一個學生宿舍，位於北京市沙滩后街，建於1904年。西齋共有十四排，為大屋頂平房由南向北排列，每排4間，每間為4人房。
1920年，西齋其中兩间房作為“亢慕义斋”，成為北京大学马克思学说研究会所在地。

## 保護
1990年，京師大學堂建築遺存列為北京市文物保護單位。